# Abdul Rahman Arif
'Abd ul-Ralam Mohammed 'Arif Aljumaily (tiếng Ả Rập: عبد السلام محمد عارف الجميلي`Abd as-Salām `Ārif Al-jumaili) (14 tháng 4 năm 1916 - 24 tháng 8 năm 2007) Tổng thống thứ ba của Cộng hòa Iraq. Ông giữ chức tổng thống từ ngày 16 tháng 4 năm 1966 đến ngày 17 tháng 7 năm 1968.

## Sự nghiệp
Sau khi anh trai ông, Tổng thống Abdul Salam Arif, thiệt mạng trong một vụ tai nạn trực thăng, Hội đồng Chủ quyền đã chọn ông làm Tổng thống nước Cộng hòa. Ông trở thành tổng thống thứ ba của Iraq và là tổng thống thứ ba sau khi tuyên bố thành lập nền cộng hòa.
Ông bị buộc từ chức trong cuộc đảo chính do Đảng Ba'ath lãnh đạo tháng 7 năm 1968. Đổi lại, ông yêu cầu đảm bảo an toàn cho ông và con trai ông, một sĩ quan quân đội.

## Cái chết
Tổng thống Abdul Rahman qua đời lúc 5 giờ sáng thứ Sáu, ngày 24 tháng 8 năm 2007 tại thủ đô Amman của Jordan, nơi ông cư trú vào năm 2004. Ông được chôn cất tại Nghĩa trang Liệt sĩ Quân đội Iraq ở thành phố Mafraq, nơi một lễ chôn cất ông đã được tổ chức để phù hợp với vị trí cựu tổng thống của Cộng hòa Iraq.